# Зервана
Зерва́на (пол. Zerwana) — село в Польше в сельской гмине Михаловице Краковского повета Малопольского воеводства.

## География
Село располагается при государственной дороге № 7 в 14 км от административного центра воеводства города Краков.
В 1975—1998 годах село входило в состав Краковского воеводства.

## Население
По состоянию на 2013 год в селе проживало 241 человек.
| 2010 | 2013 |
| ---- | ---- |
| 229  | 241  |

| Перепись  | Всего   | Всего | Женщины | Женщины | Мужчины | Мужчины |
| --------- | ------- | ----- | ------- | ------- | ------- | ------- |
| Единицы   | человек | %     | человек | %       | человек | %       |
| Население | 241     | 100   | 119     |         | 122     |         |

## Достопримечательности

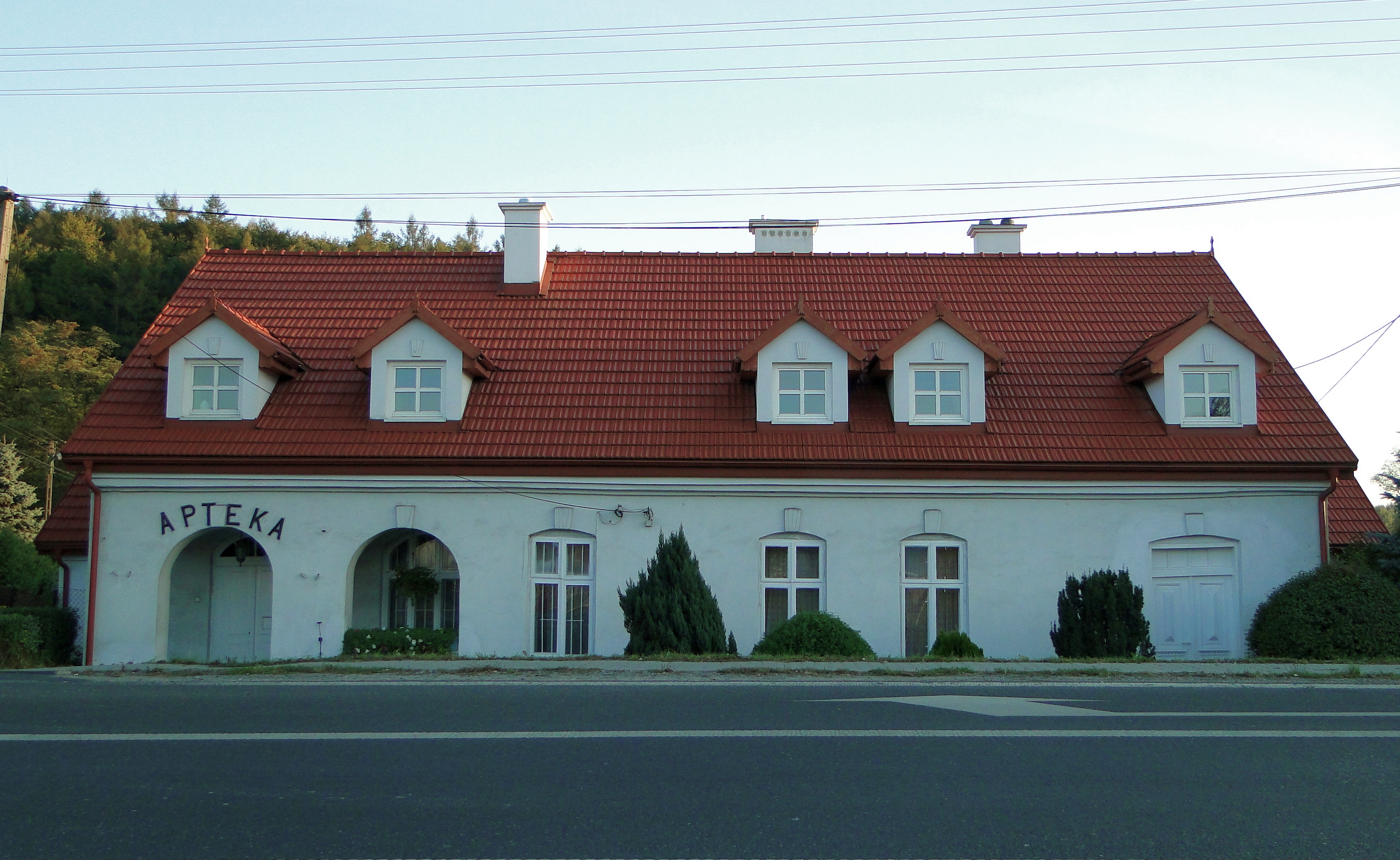
Дом с аптекой

- Дом с аптекой. Памятник культуры Малопольского воеводства (№ А-727[4]).
- Статуя святого Яна Непомуцена.